# Né-
Pour plus de détails, voir Fiche technique et Distribution.
Né- est un film français réalisé par Jacques Richard et sorti en 1975.

## Fiche technique
- Titre : Né-
- Autre titre : Le Vivarium
- Réalisation : Jacques Richard
- Photographie : Philippe Lavalette
- Son : Noël Guillot
- Montage : Yann Dedet
- Pays d'origine :  France
- Production : Les Films élémentaires
- Durée : 82 minutes
- Date de sortie :
- France : 5 novembre 1975
- Reprise : 22 août 2007[1]

## Distribution
- Michael Lonsdale
- Fabrice Luchini
- Catherine Ribeiro
- Claudine Vannier
- Jean-Luc Godard
- Jacques Richard
- Bernard Dubois
- Adé Bachellier
- Patrick Cady
- Patricia Bernard
- Pierre Humeau
- Christophe Houdebine